# 1150
1150 (MCL) fue un año común comenzado en domingo del calendario juliano.
Es el año 1150 de la era común y del anno Domini, el año 150 del segundo milenio, el año 50 del siglo XII, y el primer año de la década de 1150.

## Acontecimientos
- Boda de Ramón Berenguer IV, conde de Barcelona y príncipe de Aragón, y Petronila de Aragón, infanta de Aragón, reina de Aragón y condesa de Barcelona.
- Fundación de la Universidad de París

## Nacimientos
- Saxo Grammaticus, historiador danés.
- Robert IV de Sablé, caballero templario francés.

## Fallecimientos
- 21 de noviembre - García Ramírez de Navarra, rey de Navarra de 1134 a 1150.
- Barisán de Ibelín, noble del Reino de Jerusalén.